# 怪しい人びと
『怪しい人びと』（あやしいひとびと）は、日本の作家東野圭吾の短編小説集。1994年2月28日単行本発行。1998年6月20日文庫化（2020年3月12日に新装版発売）。どちらも光文社。
2014年7月にコミカライズ版が宙出版（ミッシィコミックスレーベル）より発売されている。